# Autocesta A4
Die Autocesta A4 (kroatisch für „Autobahn A4“), auch Varaždinska autocesta genannt, ist eine kroatische Autobahn. Sie gehört der staatlichen Autobahngesellschaft Hrvatske autoceste d.o.o. (HAC) und führt von Goričan an der ungarischen Grenze nach Zagreb. Diese Strecke ist ca. 97,6 Kilometer lang und außerhalb von Zagreb mautpflichtig. Die Autobahn ist Teil des transeuropäischen TEN-Korridors 5b und ist seit dem 22. Oktober 2008 fertiggestellt. Auf ungarischer Seite erfolgt die Weiterführung durch die M7.